# Dzielnica XVIII Nowa Huta
Dzielnica XVIII Nowa Huta ist der achtzehnte Stadtbezirk von Krakau in Polen, dieser umfasst eine Fläche von 65,41 km² und zählt 50.392 Einwohner mit einer Bevölkerungsdichte von 770,4 Einwohnern/km². Namensgebend ist die in den Jahren 1949 bis 1951 erbaute Sozrealistische Arbeiterstadt sowie das gleichnamige Eisenhütten-Kombinat Nowa Huta (Neue Hütte).
Der Bezirk entstand schrittweise in den Jahren 1951 bis 1954 und hatte anfänglich 76,4 km². Die Einwohnerzahl stieg durch Bau von zahlreichen Plattenbau-Siedlungen von 101.000 im Jahr 1960 auf 174.000 im Jahr 1970 und war damit der größte der 6 Stadtbezirke von Krakau. In den Jahren 1973 und 1986 wurde der Stadtbezirk durch Eingemeindungen nach Krakau im Osten auf 110,7 km² vergrößert. Im Jahr 1990 hatte er 224.000 Einwohner, aber wurde danach auf fünf kleinere Stadtteile aufgeteilt.

## Gliederung

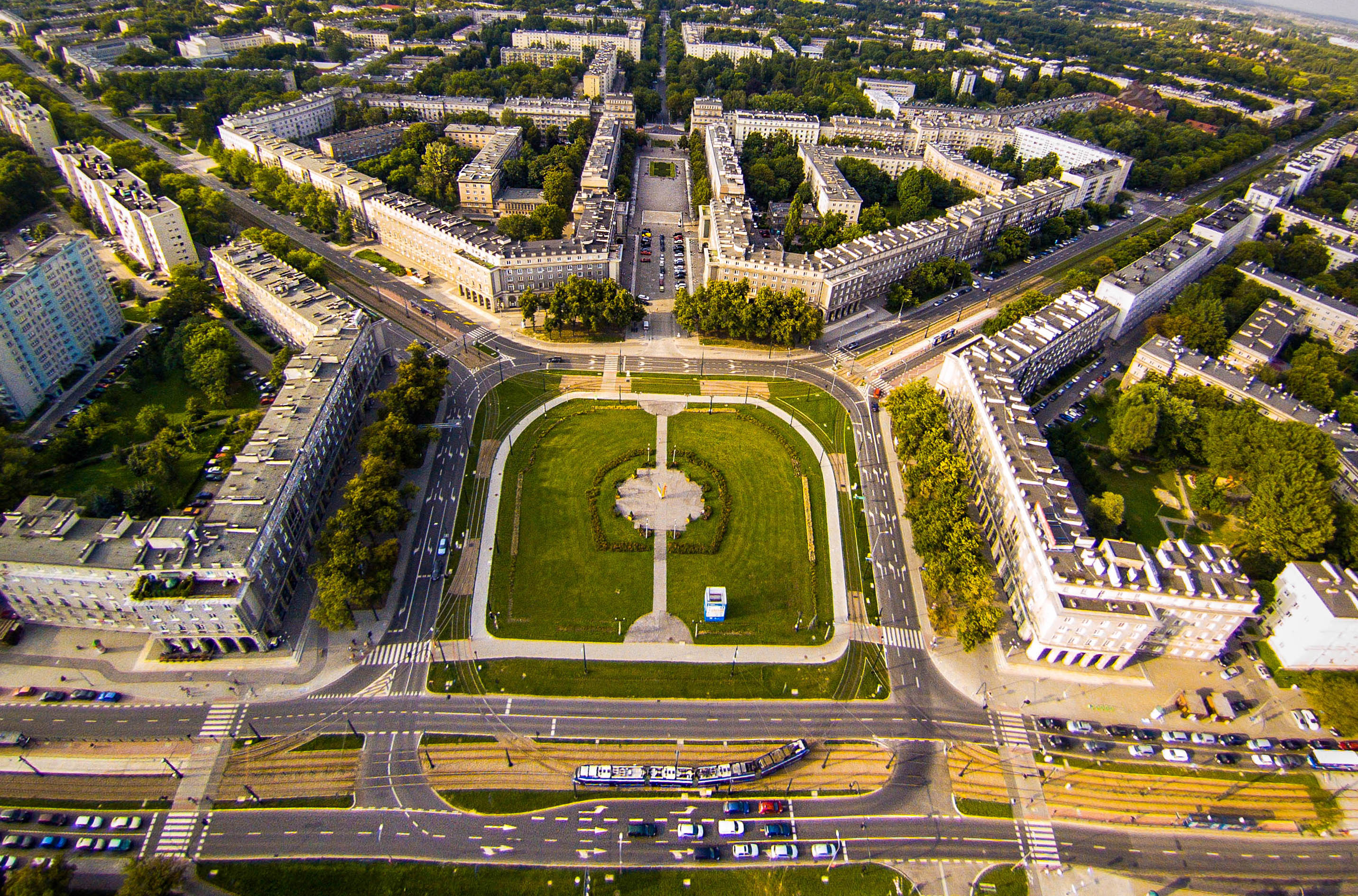
Überblick auf das Zentrum von Nowa Huta

Lage des Stadtbezirks Nowa Huta in Krakau

- Błonie
- Branice
- Centrum A
- Centrum B
- Centrum C
- Centrum D
- Centrum E
- Chałupki
- Chałupki Górne
- Cło
- Górka Kościelnicka
- Holendry
- Kopaniny
- Kościelniki
- Kujawy
- Mogiła
- Nowa Wieś
- Osiedle Górali
- Osiedle Handlowe
- Osiedle Hutnicze
- Osiedle Kolorowe
- Osiedle Krakowiaków
- Osiedle Lesisko
- Osiedle Młodości
- Osiedle Na Skarpie
- Osiedle Ogrodowe
- Osiedle Słoneczne
- Osiedle Sportowe
- Osiedle Spółdzielcze
- Osiedle Stalowe
- Osiedle Szklane Domy
- Osiedle Szkolne
- Osiedle Teatralne
- Osiedle Urocze
- Osiedle Wandy
- Osiedle Willowe
- Osiedle Zgody
- Osiedle Zielone
- Piekiełko
- Pleszów
- Przylasek Rusiecki
- Przylasek Wyciąski
- Ruszcza
- Stryjów
- Wola Rusiecka
- Wolica
- Wróżenice
- Wyciąże

### Stadtbezirke
Der Stadtbezirk Nowa Huta wurde 1991 in fünf administrative Stadtbezirke untergliedert. Die Bevölkerungszahl lag Ende 2019 bei etwa 194.000 Einwohnern.
| Stadtbezirk Nummer / Name  | Fläche in km² | Bevölkerung | Bevölkerungsdichte in Ew./km² | Karte                      |
| -------------------------- | ------------- | ----------- | ----------------------------- | -------------------------- |
| XIV Czyżyny                | 12,2568       | 30.946      | 02.525                        | XIV Czyżyny                |
| XV Mistrzejowice           | 05,5900       | 51.795      | 09.266                        | XV Mistrzejowice           |
| XVI Bieńczyce              | 03,6990       | 40.632      | 10.985                        | XVI Bieńczyce              |
| XVII Wzgórza Krzesławickie | 23,8155       | 20.214      | 0849                          | XVII Wzgórza Krzesławickie |
| XVIII Nowa Huta            | 65,4099       | 50.392      | 0770                          | XVIII Nowa Huta            |